# Apple Remote

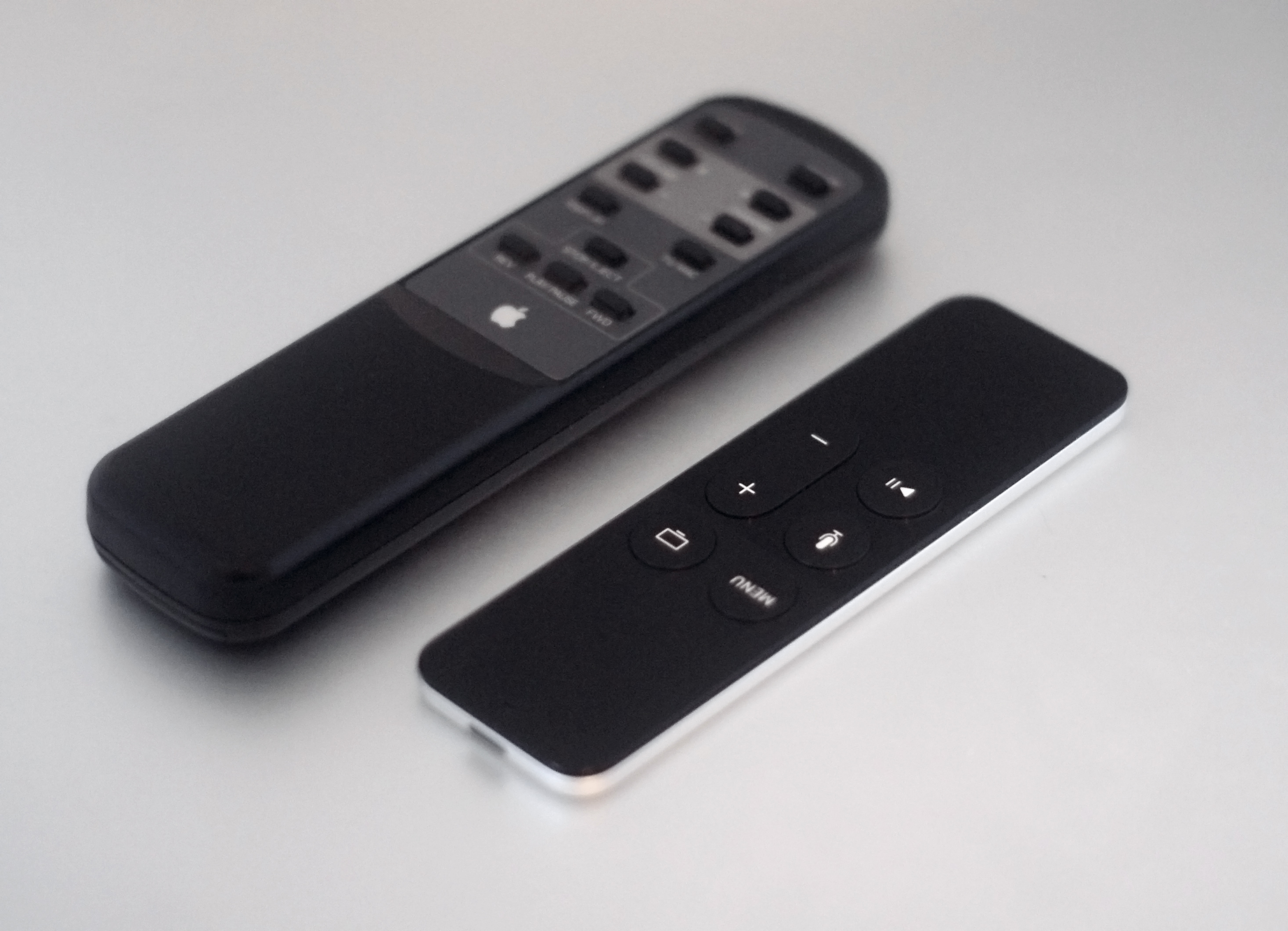
La première télécommande Apple (à gauche) et la Siri Remote (à droite).

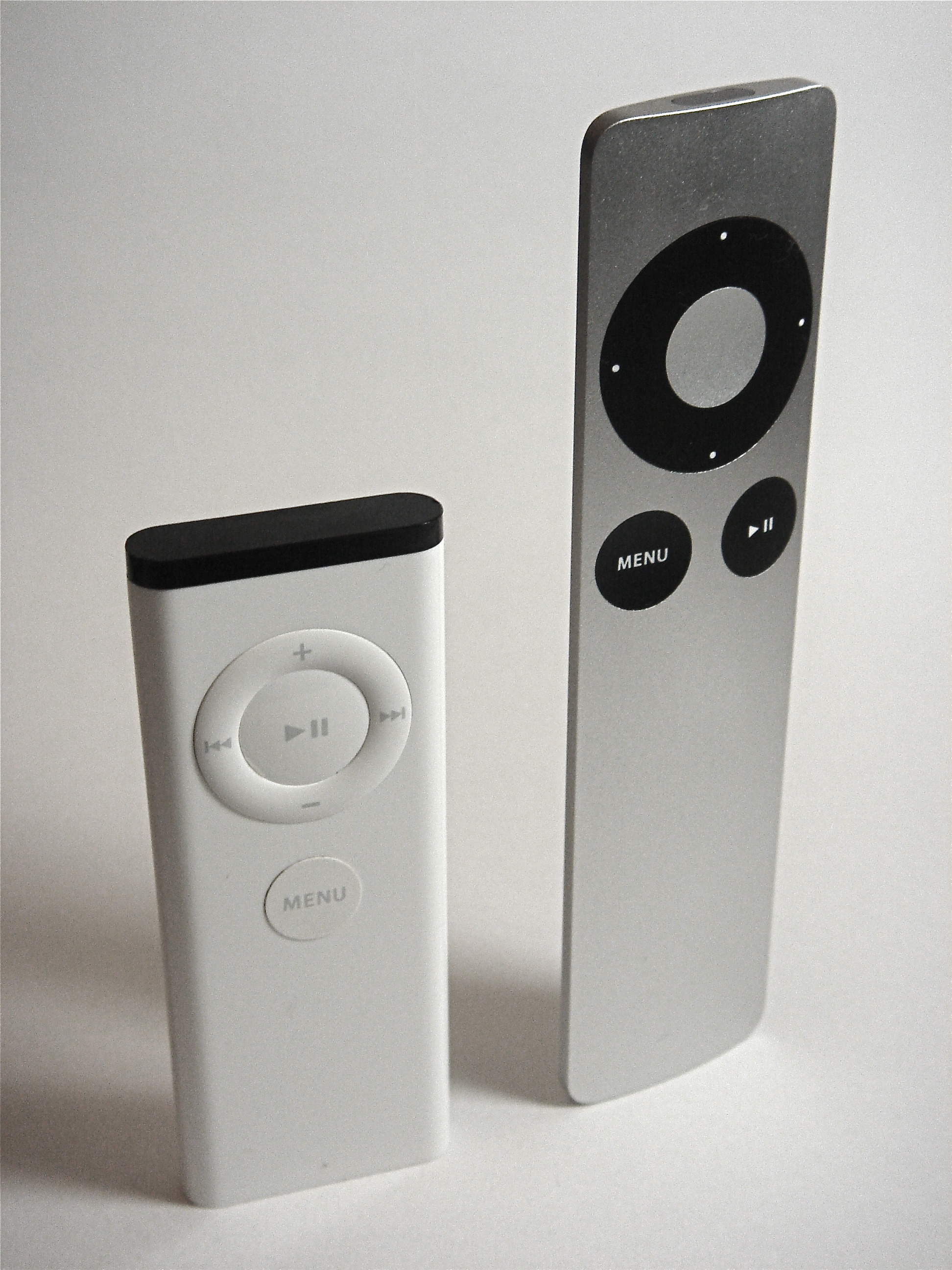
La première génération d'Apple Remote à gauche, la seconde à droite.

Apple Remote est une télécommande minimaliste de l'entreprise informatique Apple destinée à piloter les fonctions essentielles de ses ordinateurs Macintosh les plus récents construits autour d'une puce Intel Core (2006), ainsi que les stations accueillant les baladeurs iPod. Ce procédé est également appliqué sur différents produits de la pomme comme l'iPod Hi-Fi ou encore l'Apple TV, Media Center qui tient sa bibliothèque d'iTunes, le logiciel de gestion d'Apple.
Son design originel est inspiré de celui de la première version de l'iPod shuffle. Sortie en 2005, elle comporte six boutons (sept sur la deuxième version) : menu, lecture/pause, précédent, suivant, + et – pour le volume (sur la deuxième le bouton de sélection/lecture et remplacé par un bouton de sélection et un bouton de lecture).
L'Apple Remote en plastique blanc est remplacée par un modèle aluminium (correspondant plus aux nouveaux designs des ordinateurs Apple) le 20 octobre 2009.
L'Apple TV de 4e génération est livrée avec une nouvelle télécommande, la Siri Remote, télécommande Bluetooth dotée d'un trackpad tactile et de boutons physiques permettant d'interagir rapidement avec l'Apple TV et notamment, d'activer l'assistant vocal d'Apple, Siri. Cette dernière porte le nom d'Apple Remote dans les pays où Siri n'est pas disponible. L'Apple TV de 4e génération garde la compatibilité avec les anciennes télécommandes infrarouge, même si certaines fonctions ne sont pas disponibles.
En juillet 2019, l'Apple Remote est encore disponible sur le site internet d'Apple.
Dans les années 1990, Apple avait proposé une télécommande avec certains de ses modèles de Performa ainsi qu'avec le Macintosh du 20e anniversaire et le Macintosh TV. Compatible avec les télécommandes de la marque Sony, elle permettait de contrôler les fonctions A/V de certains modèles ainsi que d'allumer l'ordinateur.

## Compatibilité

### Ordinateurs
Conçue au départ pour l'iMac équipé du logiciel Front Row, elle est désormais livrée (en option) avec les Macs équipés d'un récepteur infrarouge. Le premier modèle compatible est l'iMac G5 (dernière génération) et Apple ajoute la compatibilité aux Mac mini (tous les modèles à partir de 2006), aux iMac Intel (jusqu'aux modèles de 2011 équipés d'un lecteur optique), aux MacBook (jusqu'aux modèles 2009), aux MacBook Air (jusqu'en 2009) et aux MacBook Pro sans écran Retina (tous les modèles). Aucun Mac Pro n'est compatible avec la télécommande. Il est possible de récupérer un récepteur issu d'un modèle compatible et de le brancher en USB sur n'importe Mac.  
Pour les ordinateurs Apple qui n'ont pas le récepteur infrarouge intégré, Il existe un récepteur miniature USB (USBA et USBC versions), le SmartGUS, qui permet de redonner aux iMac,  MacBook et Mac Pro, la fonctionnalité infrarouge. Dans ce cas, tous les logiciels compatibles (iTunes, Keynote, PowerPoint, OpenOffice Impress, QuickTime Player, iPhoto, VLC, Kodi, Remote Buddy, Mira...) pourront utiliser les fonctionnalités de la télécommande Apple Remote, comme avec l'ancien récepteur infrarouge intégré.

### Apple TV
L'Apple Remote est conçu pour fonctionner sur l'Apple TV de troisième génération ou inférieure et reste compatible avec l'Apple TV de quatrième génération, même si certaines fonctions ne sont pas disponibles.

### Applications
La télécommande permet de contrôler les présentations dans Keynote ou PowerPoint, les diaporamas dans iPhoto, les vidéos dans QuickTime Player et la diffusion de fichiers multimédias dans Front Row, iTunes ou VLC. Télécommander d'autres logiciels est possible avec des logiciels payants (Remote Buddy), gratuits (NeoRemote, iRedLite) ou shareware (TwistedMelon). La télécommande Apple Remote peut être aussi utilisée pour activer l'application iAlertU sur les MacBook. 
La télécommande fonctionne aussi sous Windows, en utilisant le logiciel Boot Camp. Elle permet de piloter la lecture de la musique sous Windows Media Player ainsi que le défilement des diaporamas dans OpenOffice.org Impress, OOo4Kids Impress (machines à processeurs Intel) ou encore Microsoft PowerPoint.

### iPod
Cette télécommande est aussi compatible avec l'iPod Hi-Fi et la station d'accueil Universal Dock. Elle permet de changer de titre, de photo ou de vidéo, d'interrompre et de reprendre la lecture. Elle ne permet pas de naviguer dans les menus de l'iPod et il faut nécessairement que l'iPod soit placé dans l'un des deux dispositifs ci-dessus pour qu'il puisse être contrôlé par la télécommande.

## Raccourcis

### Jumelage
Il est possible de jumeler la télécommande pour que l'ordinateur ne fonctionne qu'avec cette télécommande. Il suffit de la tenir proche de cet ordinateur et de maintenir enfoncés simultanément les boutons « Menu » et « Suivant/Avance rapide » pendant cinq secondes. Jusqu'à ce qu'une icône apparaisse. Le jumelage peut ensuite être annulé par le menu « Sécurité » des préférences système en cliquant sur « Désactiver le jumelage ».

### Mise en veille
En maintenant appuyé le bouton « Lecture/Pause », il est possible de mettre en veille un des appareils compatibles avec la télécommande. N'importe quelle touche permettra ensuite de remettre l'appareil en activité.

### Choix du système de démarrage
En maintenant le bouton « Menu » de la télécommande pendant le démarrage d'un ordinateur Macintosh compatible, l'écran de sélection du disque de démarrage apparaît (même résultat qu'en maintenant appuyée la touche Option du clavier). Le choix peut ensuite s'effectuer avec la télécommande et la confirmation avec le bouton « Lecture/Pause ». L'éjection d'un CD ou d'un DVD peut aussi être commandée dans ce menu en appuyant sur le bouton « + » (augmenter le volume).

## Caractéristiques techniques
La télécommande fonctionne par infrarouge jusqu'à environ six mètres du récepteur. Elle est alimentée par une pile bouton (CR2032 au lithium) logée dans un petit compartiment, accessible par pression à l'aide d'un petit objet fin (comme un trombone) sur un minuscule bouton sous la télécommande (version 2005) ou derrière la télécommande (version 2009).